# Olga Della-Vos-Kardowska
Olga Della-Vos-Kardowska, ros. Ольга Людвиговна Делла-Вос-Кардовская (ur. 21 sierpnia?/2 września 1875 w Czernihowie, zm. 9 sierpnia 1952 w Leningradzie) – rosyjska malarka i graficzka, jedna z pierwszych akademiczek, członkiń Petersburskiej Akademii Nauk.

## Życiorys
Była córką Bułgarki z Odessy, Mariji z Toszkowiczów, i gubernatora Izby Kontroli w Czernihowie, Ludwiga Karłowicza Della-Vosa. Stryj Olgi, Wiktor Karłowicz Della-Vos, był pierwszym dyrektorem Cesarskiej Moskiewskiej Szkoły Technicznej.
Podstawowe wykształcenie zdobyła w gimnazjum żeńskim. W latach 1891–1894 studiowała w Charkowie pod okiem Egona Jegorowicza Schreidera, mistrza pejzażu realistycznego (czasem w zastępowała go podczas zajęć), następnie do 1899 studiowała na Akademii Sztuk Pięknych w Petersburgu. Została przyjęta jako jedyna z 25 aplikujących na studia kobiet. Później wyjechała do Monachium, by uczyć się w szkole Antona Ažbego. Studia przerwała w roku 1900, w którym wyszła za mąż za malarza Dmitrija Kardowskiego. Mieli córkę Jekaterinę. W Monachium mieszkali do 1901. Następnie do 1902 mieszkali w Ałupce na Krymie.
Malowała i rysowała, pod wpływem męża zainteresowała się ilustracjami, m.in. do książek.
Zadebiutowała jeszcze jako studentka, na wystawie w 1896, prezentując szkice do płótna „Joanna d'Arc”. W latach 1902–1917 wystawiała prace m.in. w Nowym Towarzystwie Artystów i w Związku Artystów Rosyjskich. Uczestniczyła w wystawach w Wiedniu, Paryżu, Monachium i Rzymie. W 1902 na konkursie organizowanym przez Czerwony Krzyż otrzymała drugą nagrodę za akwarelę „Katarzyna Wielka w ogrodzie letnim”.
W latach 1908–1917 prowadziła własną szkołę rysunku i malarstwa oraz studio w Carskim Siole. W 1912 zwiedziła Szwajcarię. Tam powstała seria pejzaży, które były wynikiem jej zainteresowania twórczością P. Cézanne'a. Po rewolucji październikowej otworzyła szkołę w Peresławiu Zaleskim. Przy miejscowej fabryce zorganizowała grupę artystów samouków, którą bezpłatnie kierowała. Organizowała w mieście wystawy sztuki, w tym dwie własnych prac. W 1913 zwiedziła Florencję i Rzym.
W latach 1918–1919 brała czynny udział w organizacji jednego z muzeów w Moskwie. Należała do sekcji ochrony zabytków sztuki i starożytności. Wraz z mężem zaangażowała się w selekcję i klasyfikację artefaktów. W 1924 została zatrudniona jako pracownica naukowa wspomnianego muzeum i przeprowadziła się do Moskwy. W tym samym roku została nominowana profesorką Akademii Sztuk Pięknych. Prowadziła klasę rysunku na Warsztatach Artystyczno-Przemysłowych. W latach 1924–1925 jej obrazy pokazywano na wystawie sztuki rosyjskiej w Nowym Jorku.
Między 1924 a 1928 była związana z grupą artystyczną Жар-цвет, uczestniczyła w wystawach prac tej grupy (1925, 1926, 1928). W 1927 uczestniczyła w wystawie w Moskwie z okazji dziesiątej rocznicy rewolucji październikowej. W 1923 jeden z jej obrazów pokazano na wystawie z okazji piątej rocznicy powołania Armii Czerwonej. W tym samym roku uczestniczyła w wystawie Stowarzyszenia Artystów Rewolucyjnej Rosji. W 1938 w Akademii Sztuk Pięknych w Moskwie zorganizowano jubileuszową wystawę prac jej i jej męża.
W czasie wojny niemiecko-radzieckiej wróciła do Peresławia Zaleskiego. Po 1945 zamieszkała w Leningradzie. W latach 40. XX w. ukazała się seria kolorowych pocztówek z reprodukcjami jej obrazów.
W 1953 w Muzeum Nauki Akademii Sztuk Pięknych ZSRR odbyła się retrospektywa jej prac. Jej obrazy można oglądać m.in. w Galerii Trietiakowskiej i Państwowym Muzeum Rosyjskim.

## Galeria

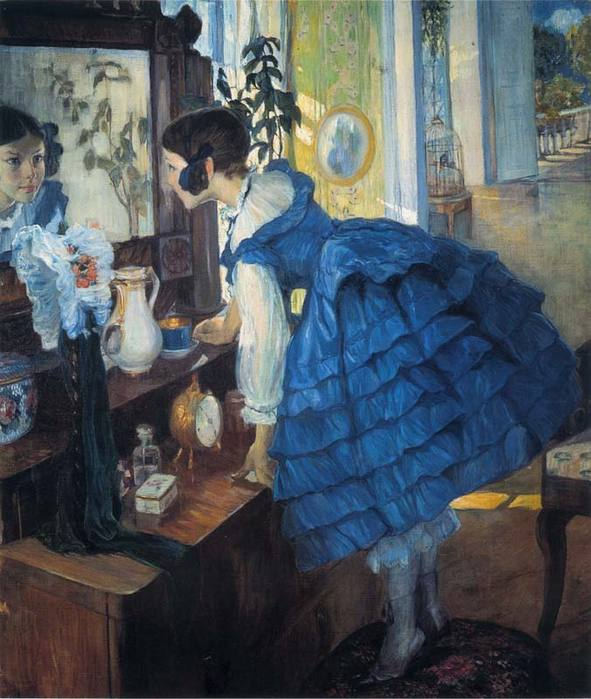
Obraz Mała dziewczynka przedstawiający córkę artystki, Jekaterinę
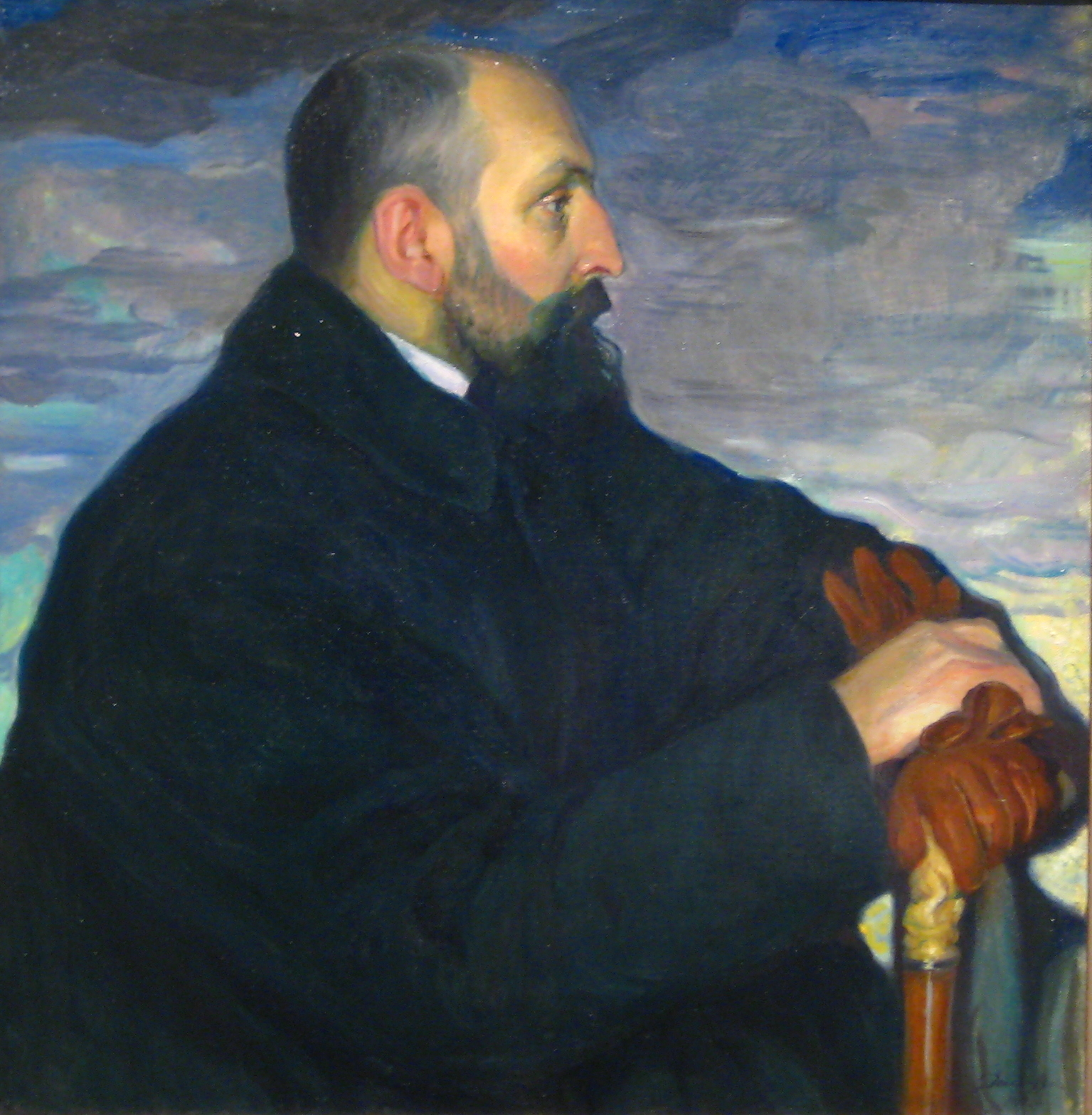
Dmitrij Kardowski, mąż artystki, na portrecie jej autorstwa
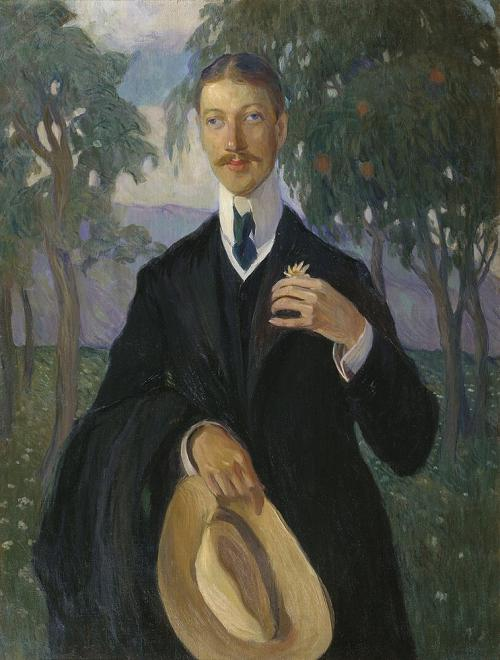
Portret Nikołaja Gumilowa, 1909
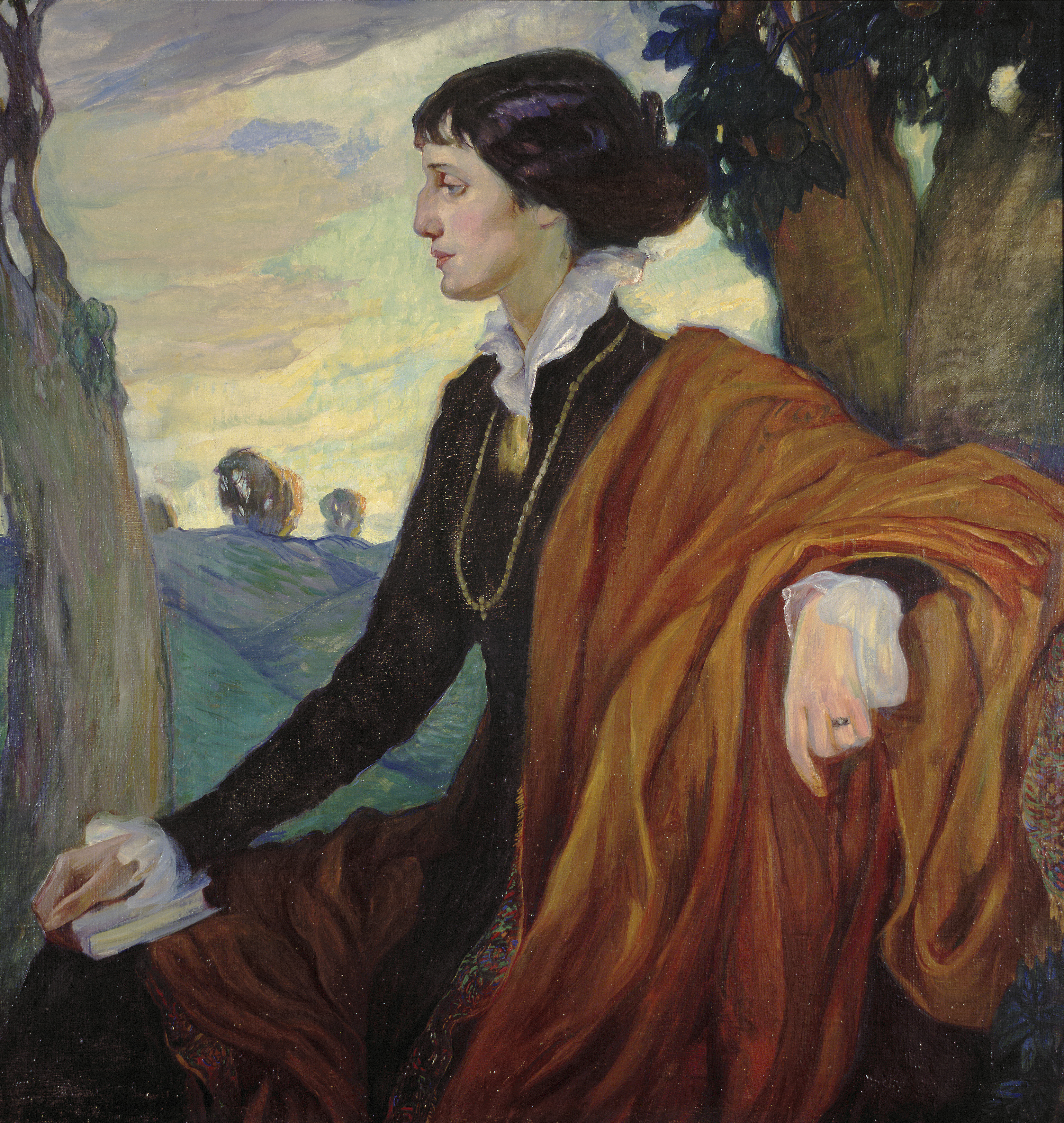
Portret Anny Achmatowej, 1914
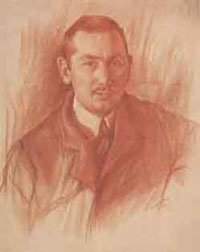
Portret Wasilija Komarowskiego, 1911